# Fannia alxaensis
Fannia alxaensis är en tvåvingeart som beskrevs av Tian och Xue 1999. Fannia alxaensis ingår i släktet Fannia och familjen takdansflugor. Inga underarter finns listade i Catalogue of Life.